# 1885 en chimie
Cet article présente les faits marquants de l'année 1885 en chimie.

## Évènements
- Eugene Goldstein propose les noms de rayon cathodique, dont on découvrira plus tard qu'il s'agit d'un faisceau d'électrons, et rayon anodique, dont on découvrira qu'il s'agit d'ions hydrogène (plus tard appelé protons)[1].
- Carl Auer von Welsbach découvre le praséodyme[2] et le néodyme[3] en séparant le didyme en deux éléments distincts.
- Le chimiste allemand Rudolf Leuckart découvre la réaction de Leuckart[4], qui est une réaction chimique qui a lieu entre le sel d’ammonium de l’acide formique (le formiate d'ammonium), et un aldéhyde (ou une cétone) pour former des amines, par amination réductrice. Quand l'acide formique est utilisé en excès, la réaction est appelée « réaction de Leuckart-Wallach », d'après le chimiste allemand Otto Wallach[5].
- 23 septembre : le chimiste autrichien Carl Auer von Welsbach dépose en Allemagne un brevet pour un manchon à incandescence, complété par des améliorations les 29 avril 1886 et 20 janvier 1887[6].
- L'équation de Schröder-van Laar a été proposée indépendamment par Le Chatelier en 1885[7],[8], Schröder en 1893[9] et van Laar en 1903[10],[11].

## Publications
- Johann Jakob Balmer : Notiz über die Spectrallinien des Wasserstoffs (Note sur les raies spectrales de l'hydrogène), Annalen der Physik und Chemie.

## Prix
- Médaille Davy : Jean Servais Stas pour ses recherches sur les masses atomiques[12],[13].

## Naissances
- 15 mars[14] : Henri Pariselle (mort en 1972), chimiste français.
- 2 juillet[15] : Émile Henriot (mort en 1961), chimiste français.
- 6 juillet[16] : Fritz Arndt (mort en 1969), chimiste allemand.
- 1er août[17] : George de Hevesy (mort en 1966), chimiste hongrois, prix Nobel de chimie en 1943[18],[19].
- 12 août[20] : Augustin Boutaric (mort en 1949), physicien et chimiste français.
- 20 août[21] : Charles Dufraisse (mort en 1969), chimiste français.
- 7 octobre[22] : Niels Bohr (mort en 1962), physicien danois, lauréat du prix Nobel de physique de 1922[23],[24] pour ses travaux sur la structure de l'atome.

## Décès
- 14 janvier[25] : Benjamin Silliman Jr. (né en 1816), chimiste américain.
- 1er juillet[26] : Hermann von Fehling (né en 1812), chimiste allemand.